# Бади аз-Заман Мирза
Бади аз-Заман Мирза (перс. بدیع الزمان‎; ум. между 1514—1517 годами) — принц из династии Тимуридов, правитель Балха в 1496—1506 годах и Герата в 1506—1507 годах.

## Биография
Бади аз-Заман был старшим сыном хорасанского султана Хусейна Байкара. Отец отдал ему под управление город Джурджан. В 1496 году Бади был назначен правителем Балха, но пожелал оставить Джурджан на своего сына, Мухаммада Мумина Мирзу, однако Хусейн Байкара отдал город своему любимому сыну, Музаффару Хусейну Мирзе. Возмущённый Бади поднял против отца восстание и объединил силы с несколькими влиятельными эмирами. Первое сражение между отцом и сыном состоялось в мае 1497 года. Армия мятежников была разбита, Бади аз-Заман спасся бегством. На следующий день его сын, Мухаммад Мумин, был схвачен после битвы со своим дядей, Мозаффаром Хусейном, и отправлен в заключение в Герат. В результате интриг матери Музаффара, Мухаммад был казнён. После второго поражения от султанской армии в июне 1498 года Бади аз-Заман согласился на заключение мира с отцом. Он сохранил за собой Балх.
После смерти Хусейна Байкара в 1506 году Бади аз-Заман и его брат Музаффар Хусейн правили в Герате как регенты-соправители. Уже в 1507 году Герат был захвачен узбекским ханом Мухаммедом Шейбани. Бади бежал, бросив свой гарем и казну, большинство его родственников было казнено. Долгое время он странствовал, год прожил в Индии, а в 1513 году вернулся в Хорасан, которым правили уже Сефевиды. Шах Исмаил I позволил Бади аз-Заману поселиться в Азербайджане и назначил ему жалование в размере 1000 динаров в день. Когда в 1514 году османский султан Селим захватил Тебриз, он обошёлся с Бади уважительно и взял его с собой в Стамбул. Там вскоре Бади аз-Заман скончался от чумы. Как и его отец, Бади был поэтом.